# Maria von Portugal (1313–1357)
Maria von Portugal (* 1313; † 18. Januar 1357 in Évora) war eine Königin von Kastilien (1328–1350).

## Leben
Maria war die Tochter des Königs Alfons IV. von Portugal und der Beatrix von Kastilien, der Tochter Sanchos IV. Im März 1328 ging Maria in Alfayates (Portugal) nach päpstlichem Dispens eine Ehe mit ihrem Neffen, König Alfons XI. von Kastilien, ein. Der Ehe entstammten zwei Söhne: der als Kleinkind gestorbene Ferdinand (* 1332, † 1333) sowie Peter I., der Grausame (* 1334, † 1369), der 1350 die Königskrone von Kastilien erhielt.
Als Marias Gatte ein Verhältnis mit Leonor de Guzmán einging, zerstörte diese Liaison nicht nur ihre Ehe, sondern bewirkte auch Marias Kaltstellung in allen politischen Belangen. Nach dem Tod Alfons’ XI. rächte sich Maria an ihrer Konkurrentin, indem sie ihren Sohn Peter I. 1351 zur Verhaftung und Hinrichtung Leonors bewegte. Anfangs dominierte sie mit ihren Günstlingen die Regierung ihres jungen Sohnes. So half sie dem portugiesischen Adligen Juan Alfonso de Albuquerque bei seiner Politik einer Annäherung Kastiliens an Frankreich. Im Juni 1353 fand die von Maria betriebene Heirat Peters I. mit der französischen Prinzessin Blanche von Bourbon statt, die aber bald von ihrem Gatten wieder verstoßen wurde, damit er zu seiner früheren Geliebten María de Padilla zurückkehren konnte. So kam es zu einer Feindschaft zwischen Mutter und Sohn. Schließlich nahm Maria 1354 in Toro an einer von den Söhnen Leonor de Guzmans geleiteten Rebellion gegen Peter I. teil, die aber scheiterte. Sie wurde abgesetzt und musste sich nach Portugal ins Exil zurückziehen. Nach ihrem im Alter von 44 Jahren erfolgten Tod wurde sie im Kloster San Clemente de Sevilla beigesetzt.